# Calamagrostis minima
Calamagrostis minima är en gräsart som först beskrevs av Pilg., och fick sitt nu gällande namn av Oscar Tovar. Calamagrostis minima ingår i släktet rör, och familjen gräs. Inga underarter finns listade i Catalogue of Life.